# 広島県道358号大田木ノ江線
広島県道358号大田木ノ江線（ひろしまけんどう358ごう おおたきのえせん）は、広島県豊田郡大崎上島町を通る一般県道である。

## 概要
大崎上島北部を横断し、旧東野町中心部から旧木江町中心部に至る。豊田郡大崎上島町木江以北で狭隘箇所を残している広島県道65号大崎上島循環線の迂回路として利用されている。本土（竹原・安芸津）から大崎上島に入った場合、旧木江町中心部に行く最短経路でもある。
旧東野・木江町境付近の大崎隧道は狭いため1982年（昭和57年）に新トンネルに付け替えられた。旧トンネルは現トンネルの西側に残されているが、封鎖されていて通れない。
路線名称は「広島県道358号大田木江線」と記載している資料もある。

### 路線データ
- 起点：豊田郡大崎上島町東野（広島県道65号大崎上島循環線交点）
- 終点：豊田郡大崎上島町木江（中央橋西交差点、広島県道65号大崎上島循環線交点）
- 総延長：約2.3 km

## 路線状況

### 道路施設

#### トンネル
- 大崎隧道：延長265 m、1982年（昭和57年）竣工、豊田郡大崎上島町

## 地理

### 通過する自治体
- 豊田郡大崎上島町

### 交差する道路
| 交差する道路               | 交差する場所 | 交差する場所          |
| -------------------------- | ------------ | --------------------- |
| 広島県道65号大崎上島循環線 | 東野         | 起点                  |
| 広島県道65号大崎上島循環線 | 木江         | 中央橋西交差点 / 終点 |

### 沿線
- 広島商船高等専門学校（起点付近）
- 大崎上島町役場 木江支所
- 木江郵便局（終点付近）
- 木江港（終点付近）